# اقتصاد کسب و کار
اقتصاد کسب و کار (انگلیسی: Business economics) یک رشته در اقتصاد کاربردی است که از تئوری‌های اقتصادی و روش‌های کمی برای آنالیز شرکت‌های تجاری و عوامل مؤثر در ساختار سازمانی، روابط شرکت‌ها با بازار کار، بازار سرمایه و محصولات استفاده می‌کند. اقتصاد کسب و کار بخشی جدایی ناپذیر از اقتصاد سنتی است، که با بهره‌گیری از مفاهیم اقتصادی به توسعه کسب و کار کمک می‌نماید. اقتصاد کسب و کار از علوم کاربردی است، که یک ابزار تصمیم‌گیری مدیریتی و برنامه‌ریزی برای مدیران بشمار می‌آید. به عبارت دیگر، اقتصاد کسب و کار، استفاده از اقتصاد کاربردی در مدیریت کسب و کار می‌باشد.